# Lòng trứng Bắc Bộ
Lòng trứng Bắc Bộ hay liên đàn Bắc Bộ, ô đước bắc, giả quế câu chướng (danh pháp: Lindera tonkinensis) là loài thực vật có hoa trong họ Nguyệt quế. Loài này được Lecomte miêu tả khoa học đầu tiên năm 1913.